# Mijas
Mijas é  um município da província de Málaga, situado na Costa del Sol, a 30 km da capital. Tinha em 2016 cerca de 77769 habitantes.
O município é banhado pelo Mar Mediterrâneo, tem fronteiras com os municípios de Fuengirola, Benalmádena, Alhaurín de la Torre, Alhaurín el Grande, Marbella, Ojén y Coín.
Divide-se em três núcleos urbanos: Mijas Pueblo, na Serra de Mijas, Las Lagunas, em Mijas Costa, e La Cala, núcleo costeiro.
A cidade encontra-se num local único, estando o núcleo central em Mijas Pueblo e, além disso, dispõe de uma linha de costa de 12 km. Neste município, segundo os censos, vivem mais estrangeiros do que locais, tal o interesse de comunidades estrangeiras por esta localidade, em especial britânicos e alemães.
Mijas tambérm conhedido pelos seus burrotaxis.